# Воронежские Отруба
Воронежские Отруба — упразднённая  в 1968 году деревня в Ухоловском районе Рязанской области России. Ныне урочище на территории Коноплинского сельского поселения.

## География
Деревня располагалась на правом берегу реки Лесной Воронеж, примерно в 3 км от села Коноплино, центра Коноплинского сельсовета.

## История
Решением исполнительного комитета областного Совета депутатов трудящихся от 25 декабря 1968 года № 494 исключен из учётных данных, как прекративший свое существование.

## Инфраструктура
Было личное подсобное хозяйство.

## Транспорт
Просёлочная дорога.